# Punta Buftanaro
La Punta Buftanaro (o Punta Buffanaro) è una cima de  i Groppi di Camporàghena e Torsana, nell'Appennino Tosco-Emiliano, alta 1 878 metri.

## Geografia
Situata al confine tra Emilia e Toscana, tra i comuni di Ramiseto, (Reggio Emilia), e Comano, (Massa-Carrara), la montagna è inserita nel contesto del Parco nazionale dell'Appennino Tosco-Emiliano.

## La Montagna
La Punta Buftanaro appartiene al complesso montagnoso detto de i Groppi di Camporàghena e Torsana (in dialetto della Lunigiana i Gropi d'Camporànga). Un insieme di cime allineate, sostanzialmente della stessa altitudine, di notevole pregio paesaggistico, in prossimità del quale è situato il monte Alto (1 904 m).